# Arslan Tash
Koordinaten: 36° 50′ 56″ N, 38° 24′ 28″ O

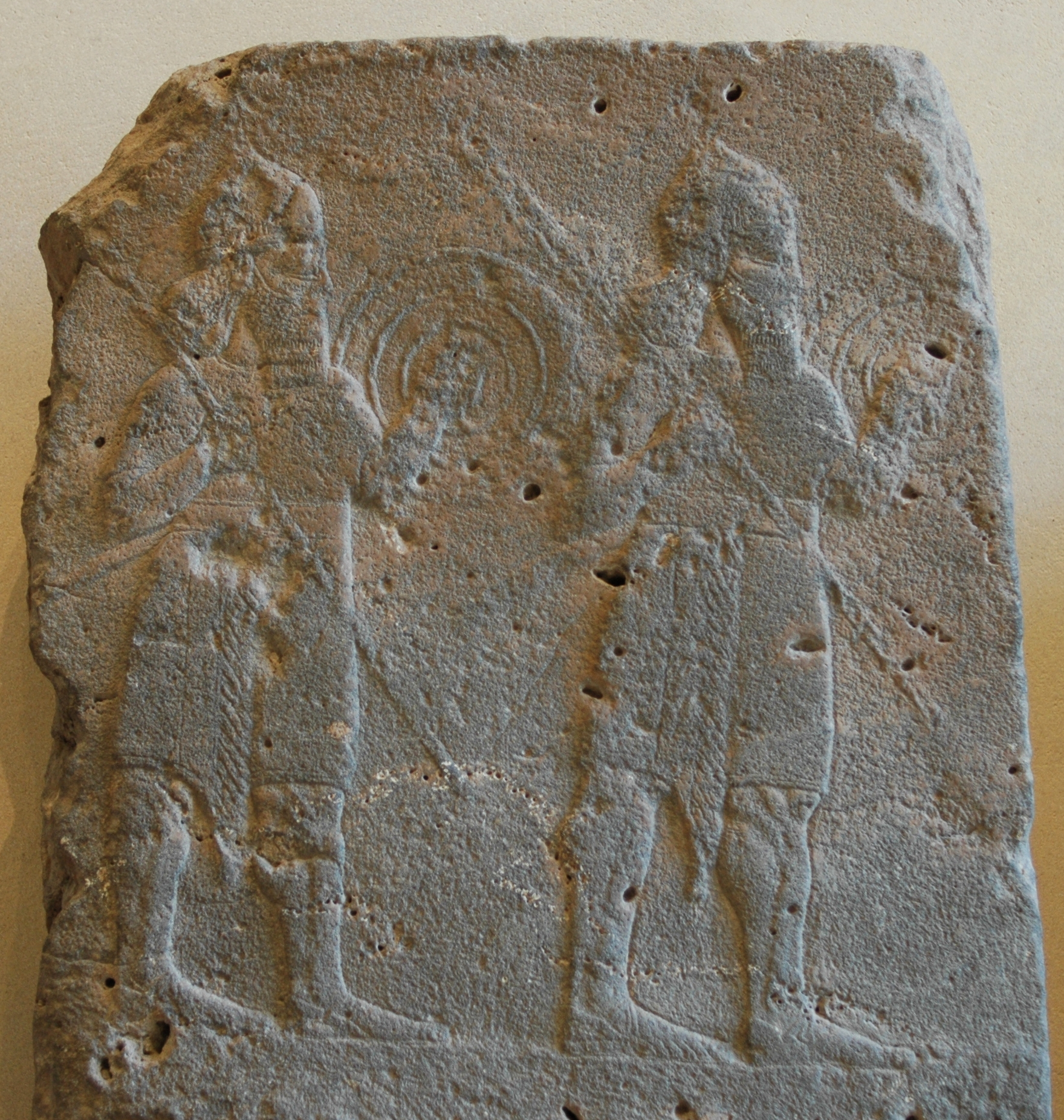
Krieger, Orthostat aus Basalt aus der zweiten Hälfte des 8. Jahrhunderts v. Chr., in Arslan Tash gefunden, Louvre, Paris

Arslan Tash oder Arslan Tasch (türkisch Arslan Taş ‚Löwenstein‘, auch Arslantaş und Aslantaş) ist eine archäologische Stätte in Nordsyrien. Den Namen erhielt die Anlage, da sowohl an ihrem Westtor als auch an ihrem Osttor jeweils zwei Löwenreliefs standen. In der Antike wurde der Ort Hadatu (aramäisch Hadattu ‚die Neue‘) genannt.

## Lage
Arslan Tash liegt 9 Kilometer südwestlich von Ain al-Arab im Dorf Schiran (arabisch شيران). Fünf Kilometer nördlich befindet sich die Grenze zur Türkei und 35 Kilometer südwestlich die Ausgrabungsstätte von Til Barsip. An der Landstraße nach Helinge, westlich des Ortes, stehen heute beiderseits der Straße jeweils eine Rekonstruktion der Löwenreliefs.

## Erforschung
Im 19. Jahrhundert wurde Arslan Tash von westlichen Reisenden erstmals beschrieben. Der indische Infanterieoffizier Lieutenant R. B. Lynch entdeckte 1836 die beiden Löwenreliefs aus Basalt und der Marineoffizier der Royal Navy Lieutenant Henry Eden fertigte eine Zeichnung eines Löwen an. 1883 besuchte der Archäologe Eckhard Unger die Stätte und fotografierte sie erstmals. Im selben Jahr ließ der türkische Archäologe Osman Hamdi Bey Orthostatenreliefs vom Westtor nach Istanbul bringen. Diese sind heute im Archäologischen Museum von Istanbul ausgestellt.
1884 stattete die Wolfe-Expedition, die von Catharine Lorillard Wolfe finanziert wurde, Arslan Tash einen Besuch ab. Zwischen 1904 und 1908 folgte Albert T. Olmstead, 1912 Max von Oppenheim, im Juni 1917 Arnold Nöldeke, 1925 Paul Perdrizet und im Mai 1927 schließlich der französische Archäologe François Thureau-Dangin. Im darauf folgenden Jahr führte er in zwei Kampagnen vom 13. März bis zum 2. Juni und vom 27. September bis zum 21. Dezember dort Grabungen durch und entdeckte die Stadtmauer mit drei Toren, den Ištartempel und den Palast. Die Fundstücke befinden sich heute im Louvre.
1933 erwarb der französische Archäologe Robert du Mesnil du Buisson von einem Bauern aus Arslan Tash die beiden Arslan Tash Amulette, die ins 7. bis 6. Jahrhundert vor Christus datiert werden, deren Echtheit von manchen Wissenschaftlern jedoch bezweifelt wird.

## Beschreibung
Arslan Tash hatte eine Ausdehnung von 560 Metern von Nord nach Süd und von 728 Metern von West nach Ost. Die Stadtmauer bestand aus Lehmziegeln und ruhte auf einem steinernen Fundament. Sie verlief im Oval um die Stadt und hatte eine Dicke von 4 Metern. Bisher wurden drei Tore im Norden, Westen und Osten nachgewiesen. Das West- und das Osttor waren von Löwen flankiert und besaßen eine doppelte Orthostatenreihe. Die Löwen am Westtor waren zerbrochen und die Bruchstücke über einen großen Bereich verstreut. Die Löwenreliefs, die jeweils südlich der beiden Tore standen wurden nach ar-Raqqa gebracht und sind heute im ar-Raschid-Garten aufgestellt. Die Löwenreliefs wurden im April 2014 von ISIS-Terroristen zerstört. Die Löwenreliefs, die jeweils nördlich der beiden Tore standen, und einzelne Bruchstücke aller Löwenreliefs befinden sich heute im Nationalmuseum Aleppo. Weitere Bruchstücke sind jetzt im Museum von ar-Raqqa zu sehen. Alle Löwen hatten eine dreisprachige Inschrift in aramäisch, assyrischer Keilschrift und Hieroglyphen-Luwisch, die von dem Bau der Stadtmauer berichteten.

Privaträume im Palast von Arslan Tash

Im Zentrum auf der höchsten Erhebung befand sich ein Palast und östlich davon das Bâtiment aux ivoires (französisch für ‚Elfenbeingebäude‘), ein kleiner Palast, in dem man viele Elfenbeinschnitzereien fand. Der Thronsaal und die Wohnräume des Palastes waren mit Wandmalereien geschmückt. Innerhalb der Stadtmauer befand sich auch ein Tempelbezirk für die Göttin Ištar. Der Eingang zum Tempel wurde von Stierreliefs flankiert, die ebenfalls mit Inschriften versehen waren. In späterer Zeit befand sich in Arslan Tash ein Tempel aus der hellenistischen Epoche.

## Geschichte
Schon im 9. Jahrhundert v. Chr. zur Zeit von Salmanassar III. gab es den Ort Hadattu, der vermutlich an der assyrischen Königsstraße, die von Assyrien nach Karkemisch führte, lag. In dieser Zeit wurden das Bâtiment aux ivoires und die Orthostaten des Osttores mit Stierdarstellung errichtet. Man fand Elfenbeinschnitzereien mit dem Namen von Hasael von Damaskus, die man als Teile eines Bettgestells interpretiert und vermutlich nach der Plünderung von Damaskus hierher gebracht wurden. Während der ersten Hälfte des 8. Jahrhunderts vor Christus ließ der assyrische General Šamši-ilu durch den Statthalter von Kar-Salmanassur Ninurta-bel-uṣur die Stadtmauer ausbauen und den Ištar-Tempel errichten, auch die Löwenreliefs datieren in diese Zeit.
Nach der Neuordnung der Provinzen durch Tiglat-Pileser III. gehörte Hadattu zu der Provinz Harran. In seine Regierung fällt die Errichtung der großen Palastanlage und der Stierskulpturen vom Ištar-Tempel, die in das Jahr 736 vor Christus, in dem der Gouverneur Ninurta-ilija das Eponymat führte, datiert werden.
Die jüngsten assyrischen Funde stammen aus der Regierungszeit von Sargon II., doch danach scheint der Ort noch weiter bewohnt gewesen zu sein, wie die Existenz des hellenistischen Tempels vermuten lässt.